# 中脇雅裕
中脇 雅裕（なかわき まさひろ、1963年 - ）は、愛知県名古屋市生まれの 音楽プロデューサー ・ ディレクター /メンタルコーチ/ミュージックセラピスト/著述家。
Perfumeと 中田ヤスタカ を結びつけたことで知られ、Perfumeの「Seventh Heaven」の PV にも出演している。 スタジオジブリ 版『 ゲド戦記 』の挿入歌「 テルーの唄 」の製作者でもある。
大学在学中より、多くのTV・ラジオのCM音楽を制作。
大学卒業後、財団法人ヤマハ音楽振興会にてポピュラー音楽指導ディレクターとして音楽教育法の研究および講師の研修を担当。
その後、レコーディングディレクター・プロデューサーとして数々のアーティストの音楽制作を手がける。今までに制作に携わったアーティストはPerfume、きゃりーぱみゅぱみゅ、CAPSULE、手嶌葵、Jungle Smile、SMAP、坂本龍一、古澤巌、吉田兄弟、Amy Hanaiali’i、One Voice Children&#39;s Choir、Xia Vigorなど国内外ジャンルを問わず多岐に渡る。
その他に、映画、CM、各種イベントなどの音楽制作はもとより、イベントプランニング、執筆活動、講演、ラジオDJ などその活動は幅広い。
特に近年は音楽教育の経験とメンタルコーチングの知識を生かした講演、研修、執筆を数多く行っている。

2017年より東京大学原田・牛久研究室との「AIによる音楽生成のプロジェクト」の共同研究を開始。同年、論文が発表される。
2018年WorldCore America,Inc. をLos Angelsに設立。海外アーティストのプロデュースや日本文化を基盤としたクリエイティブの海外展開など、活動の幅を世界に広げる。
2020年1月よりヒーリングミュージック系の音楽レーベル「Holos Music」を立ち上げ、癒し、メディテーション、睡眠などの為の音楽を数多くプロデュースしリリース。
更に、マナーズ インターナショナル株式会社と「マナーズ サウンド」を使用した音楽療法の共同プロジェクトも始まり、統合医療としての音楽の効果を研究。聞くだけで効果の実感できる音楽療法の開発を各医療機関・研究機関と実施している。
2023年にはロスアンゼルスにおいてJapan House Los Angels（外務省）主催、またニューヨークでは国連日本政府代表部の後援を得て、禅と音楽療法のコラボイベント“Find Your Zen”を実施。高い評価を得る。
株式会社イノベーション、株式会社イノベーションクリエイティブ、WorlsCore America,Inc.各代表取締役。

## 作品
【著書】
- 『あなたの仕事はなぜつまらないのか～人生が500倍楽しくなる妄想力～』（2017年9月ワニブックス）[2]
- 『音楽クリエイターのためのイメージ・トレーニング！』（サウンド＆レコーディング・マガジン）
- 『"D"と"P"の作法（音楽業界編）』（サウンド＆レコーディング・マガジン）
- 『湯川れい子さんの好奇心とAIー人工知能はヒット曲を作れるのか？』（GQ Japan）
- 『美しく そして健康に 音楽のあるHappy Life』（婦人公論.jp[3]）連載中　など

【音楽制作・プロデュース/ディレクション/Ａ＆Ｒ/制作委託など（順不同・敬省略）】
Perfume、きゃりーぱみゅぱみゅ、CAPSULE、中田ヤスタカ、手嶌葵、MEG、COLTEMONIKHA Jungle Smile、0930、大和田慧、吉澤嘉代子、近藤夏子、三戸なつめ、スギちゃん、Core of Soul、神田沙也加（Silent Lily）、宇井かおり、高木郁乃、拝郷メイコ、山本美絵、nishi-ken、RAM RIDER、Xia Vigor、Melodie Sexton、Amy Hanaiali’i、岡野弘幹、渡辺貞夫、古澤巌、東儀秀樹、秋田慎治、天野清嗣、吉田兄弟、土屋玲子、伍芳、ウェイウェイ・ウー、安藤ヨシヒロ、中村幸代、坂本龍一、椎名林檎、平井堅、SMAP、山下智久、タッキー&amp;翼、浜田ばみゅばみゅ（浜田雅功）、渡辺直美、E-girls、Chage、松田聖子、大橋トリオ、前田亜紀、矢吹紫帆、Raiatea Helm、Kane Roberts、One Voice Children’s Choir　など多数

【テレビ音楽制作】
- NHK「ニュースウオッチ9」
- NHK報道プロジェクト「2020未来へ」テーマ曲
- NHK　BS1「世界はTOKYOをめざす」テーマ曲
- NHKスペシャル「アジア巨大遺跡」番組音楽
- NHKワールドTV「NEWSROOM TOKYO」テーマ曲
- NHKスペシャル「あの日　生まれた命」番組音楽
- NHKスペシャル「”認知症800万人”時代”助けて”と言えない孤立する認知症高齢者」番組音楽
- NHKスペシャル「”いのちの記録”を未来へ～震災ビッグデータ～」テーマ曲
- NHK東日本大震災プロジェクト「あの日わたしは～証言記録　東日本大震災～」テーマ曲
- TV朝日「はみだし刑事純情系」
- TV朝日「いたずらなKiss」
- TV朝日「忠臣蔵」
- TV朝日「子連れ狼」
- NHK「新・日曜美術館」
- NHK「知るを楽しむ」
- NHK「生活ホットモーニング」
- NHK「BS23」
- NHK「巨樹は語る」
- NHKスペシャル「溶かされた大地」
- TBS　「サラリーマン金太郎4」
- TBS「世界遺産・エジプト篇」
- NHK「凍える牙」
- TBS「ネバーランド」
- NHK「国宝探訪」
- TBS「金曜日の恋人たちへ」
- NHK「シルバー人生塾」
- NHKスペシャル「ブッダ～大いなる旅路～」
- テレビ朝日ドラマスペシャル「濃姫Ⅱ」
- テレビ朝日ドラマスペシャル「濃姫」

　　　　　　　　　　　　　　　など多数
【映画音楽】
- 「ゲド戦記 (映画)」（2006年7月29日）
- 「Star Trek Into Darkness」
- 「西の魔女が死んだ」（2008年6月21日）
- 「ONE PIECE FILM Z」（2012年12月15日）
- 「LIAR GAME」
- 「ふたたび swing me again」
- 「北極のナヌー」（2007年10月6日）
- 「恋する♥ヴァンパイア」（2015年4月17日）
- 「アップルシード アルファ」(2015年1月17日)
- 「Candle Lights TheHeart」
- 「奇跡の子 夢野に舞う」[4]

など多数
【CM音楽制作】
- 「政府広報・北方領土」「政府広報・いじめ伝言ダイアル」「アパマンニュース」（以上作編曲）
- 「オロナミンC（ラジオ）」「CBCラジオイメージCM～Love Power Dream～」（編曲）
- 「公共広告機構・リサイクル（Perfume/prod.中田ヤスタカ）」　など多数

【イベント音楽制作】
- 「長野冬季オリンピック」競技BGMなど
- 「プリンスアイスワールド 」
- 「伊藤真乗の目と手展・札幌会場特別プログラム」
- 「浜名湖花博・山本寛斎スーパーガーデン」
- 「寛斎元気グランプリ」
- 「ミュージカルパフォーマンス『彩虹橋』上海万博公演」
- 「ブルガリ　アウローラ アワード」
- 「Lantern Floating Hawaii」

　　　　　　　　　　　　　　　　　　　　　など多数
【講演】
USC（南カリフォルニア大学）、三田会Los Angels、日立ソリューションズ、DENSO、第一生命、日本オーチス・エレベータ　など多数
【ラジオレギュラー】
FMたちかわ「Green Cafe」内〜My favorite Things〜
（毎週日曜日　22:00～22:56　*再放送：毎週水曜日　20:00～木曜日19:00〜）
※FMたちかわ 84.4MHｚ　/ サイマルラジオ/ListenRadioより放送中
【研究】
- 東京大学原田・牛久研究室「AIによる音楽生成のプロジェクト」（論文：https://arxiv.org/abs/1710.11549）
- 「日本メンタル再生研究所」での音楽療法によるストレスケアの実証実験
- 「ひめのともみクリニック」における音楽療法によるストレス・睡眠の改善の為の実証実験

　　　　　　　　　　　　　　　　　　　　　　など多数

【受賞】
2017年東久邇宮文化褒賞、2018年東久邇宮記念賞、東久邇宮平和賞、各賞受賞

【その他】
国際交流基金においてパプアニューギニア・ソロモン諸島にて公演・演奏（w/中村幸代・1996年）